# Get Heavy
Get Heavy è il primo album dei Lordi, pubblicato nel 2002.

## Tracce
1. Scarctic Circle Gathering – 1:02 (Ambient)
2. Get Heavy – 3:02
3. Devil is a Loser – 3:29
4. Rock the Hell Outta You – 3:09
5. Would You Love a Monsterman? – 3:02
6. Icon Of Dominance – 4:35
7. Not the Nicest Guy – 3:14
8. Hellbender Turbulence – 2:46
9. Biomechanic Man – 3:24
10. Last Kiss Goodbye – 3:08
11. Dynamite Tonite – 3:14
12. Monster Monster – 3:25
13. 13 – 1:06 (Ambient)

## Formazione
- Mr. Lordi - voce
- Amen - chitarra
- Magnum - basso
- Enary - tastiere
- Kita - batteria

## Classifiche
| Paese     | Posizione più alta |
| --------- | ------------------ |
| Finlandia | 3                  |